# Puchar Świata w narciarstwie alpejskim kobiet 1970/1971
Puchar Świata w narciarstwie alpejskim kobiet sezon 1970/1971 to 5 edycja tej imprezy. Cykl ten rozpoczął się we włoskiej miejscowości Bardonecchia 12 grudnia 1970 roku, a zakończył 14 marca 1971 roku w szwedzkim Åre.

## Terminarz i wyniki
| Lp.                          | Miejscowość      | Konkurencja | Data             | 1. miejsce            | 2. miejsce            | 3. miejsce            |
| ---------------------------- | ---------------- | ----------- | ---------------- | --------------------- | --------------------- | --------------------- |
| 1.                           | Bardonecchia     | Zjazd       | 12 grudnia 1970  | Françoise Macchi      | Annemarie Moser-Pröll | Isabelle Mir          |
| 2.                           | Val d’Isère      | Slalom      | 16 grudnia 1970  | Betsy Clifford        | Florence Steurer      | Wiltrud Drexel        |
| 3.                           | Val d’Isère      | Zjazd       | 19 grudnia 1970  | Isabelle Mir          | Wiltrud Drexel        | Michèle Jacot         |
| 4.                           | Maribor          | Gigant      | 5 stycznia 1971  | Françoise Macchi      | Gertrud Gabl          | Annemarie Moser-Pröll |
| 5.                           | Maribor          | Slalom      | 6 stycznia 1971  | Annemarie Moser-Pröll | Bernadette Rauter     | Barbara Cochran       |
| 6.                           | Oberstaufen      | Gigant      | 8 stycznia 1971  | Michèle Jacot         | Britt Lafforgue       | Jocelyn Périllat      |
| 7.                           | Oberstaufen      | Slalom      | 9 stycznia 1971  | Michèle Jacot         | Gertrud Gabl          | Jocelyn Périllat      |
| 8.                           | Grindelwald      | Slalom      | 14 stycznia 1971 | Britt Lafforgue       | Michèle Jacot         | Danièle Debernard     |
| 9.                           | Schruns          | Zjazd       | 20 stycznia 1971 | Michèle Jacot         | Françoise Macchi      | Wiltrud Drexel        |
| 10.                          | Schruns          | Slalom      | 21 stycznia 1971 | Betsy Clifford        | Britt Lafforgue       | Wiltrud Drexel        |
| 11.                          | Pra Loup         | Zjazd       | 28 stycznia 1971 | Wiltrud Drexel        | Annemarie Moser-Pröll | Jacqueline Rouvier    |
| 12.                          | St. Gervais      | Slalom      | 29 stycznia 1971 | Annemarie Moser-Pröll | Barbara Cochran       | Rosi Mittermaier      |
| 13.                          | Mürren           | Slalom      | 4 lutego 1971    | Britt Lafforgue       | Florence Steurer      | Danièle Debernard     |
| 14.                          | Mont-Sainte-Anne | Gigant      | 12 lutego 1971   | Isabelle Mir          | Jacqueline Rouvier    | Françoise Macchi      |
| 15.                          | Mont-Sainte-Anne | Slalom      | 14 lutego 1971   | Marilyn Cochran       | Barbara Cochran       | Wiltrud Drexel        |
| 16.                          | Sugarloaf        | Zjazd       | 18 lutego 1971   | Annemarie Moser-Pröll | Jacqueline Rouvier    | Isabelle Mir          |
| 17.                          | Sugarloaf        | Zjazd       | 19 lutego 1971   | Annemarie Moser-Pröll | Jacqueline Rouvier    | Annie Famose          |
| 18.                          | Sugarloaf        | Gigant      | 20 lutego 1971   | Michèle Jacot         | Annemarie Moser-Pröll | Rosi Mittermaier      |
| 19.                          | Heavenly Valley  | Slalom      | 25 lutego 1971   | Barbara Cochran       | Betsy Clifford        | Annemarie Moser-Pröll |
| 20.                          | Heavenly Valley  | Gigant      | 27 lutego 1971   | Barbara Cochran       | Karen Budge           | Isabelle Mir          |
| 21.                          | Abetone          | Gigant      | 10 marca 1971    | Annemarie Moser-Pröll | Michèle Jacot         | Françoise Macchi      |
| 22.                          | Abetone          | Gigant      | 11 marca 1971    | Annemarie Moser-Pröll | Françoise Macchi      | Gertrud Gabl          |
| 23.                          | Åre              | Gigant      | 14 marca 1971    | Annemarie Moser-Pröll | Marilyn Cochran       | Gertrud Gabl          |
| Zakończenie Sezonu 1970/1971 |                  |             |                  |                       |                       |                       |

## Klasyfikacje
| Lp. | Zawodnik              | Punkty |
| --- | --------------------- | ------ |
| 1.  | Annemarie Moser-Pröll | 210    |
| 2.  | Michèle Jacot         | 177    |
| 3.  | Isabelle Mir          | 133    |
| 4.  | Wiltrud Drexel        | 124    |
| 5.  | Françoise Macchi      | 122    |
| 6.  | Britt Lafforgue       | 112    |
| 7.  | Jacqueline Rouvier    | 101    |
| 8.  | Barbara Cochran       | 90     |
| 9.  | Gertrud Gabl          | 87     |
| 10. | Betsy Clifford        | 76     |

| Lp. | Zawodnik              | Punkty |
| --- | --------------------- | ------ |
| 1.  | Annemarie Moser-Pröll | 70     |
| 2.  | Wiltrud Drexel        | 60     |
| 3.  | Françoise Macchi      | 56     |
| 4.  | Isabelle Mir          | 55     |
| 4.  | Jacqueline Rouvier    | 55     |
| 6.  | Michèle Jacot         | 51     |
| 7.  | Annie Famose          | 29     |
| 8.  | Divina Galica         | 11     |
| 9.  | Florence Steurer      | 9      |
| 9.  | Margret Hafen         | 9      |

| Lp. | Zawodnik              | Punkty |
| --- | --------------------- | ------ |
| 1.  | Annemarie Moser-Pröll | 75     |
| 2.  | Michèle Jacot         | 70     |
| 3.  | Françoise Macchi      | 60     |
| 4.  | Gertrud Gabl          | 50     |
| 5.  | Isabelle Mir          | 48     |
| 6.  | Britt Lafforgue       | 42     |
| 6.  | Jacqueline Rouvier    | 42     |
| 8.  | Marilyn Cochran       | 34     |
| 9.  | Rosi Mittermaier      | 29     |
| 10. | Karen Budge           | 28     |

| Lp. | Zawodnik              | Punkty |
| --- | --------------------- | ------ |
| 1.  | Betsy Clifford        | 70     |
| 1.  | Britt Lafforgue       | 70     |
| 3.  | Barbara Cochran       | 65     |
| 3.  | Annemarie Moser-Pröll | 65     |
| 5.  | Michèle Jacot         | 56     |
| 6.  | Florence Steurer      | 51     |
| 7.  | Wiltrud Drexel        | 45     |
| 8.  | Gertrud Gabl          | 37     |
| 8.  | Bernadette Rauter     | 37     |
| 10. | Marilyn Cochran       | 33     |
| 10. | Danièle Debernard     | 33     |

| Lp. | Zawodnik          | Punkty |
| --- | ----------------- | ------ |
| 1.  | Francja           | 828    |
| 2.  | Austria           | 531    |
| 3.  | Stany Zjednoczone | 245    |
| 4.  | Kanada            | 97     |
| 5.  | Niemcy Zachodnie  | 70     |